# René Pauritsch
René Pauritsch (* 4. Februar 1964) ist ein ehemaliger österreichischer Fußballspieler und heutiger -trainer. Als Aktiver wurde er zumeist als Stürmer eingesetzt. Zuletzt hatte er den Posten des Trainers der liechtensteinischen Fußballnationalmannschaft inne.

## Karriere

### Spieler
Pauritsch rückte zur Saison 1983/84 in den Profikader des Grazer AK. Sein Debüt in der 1. Division gab er bei einem 1:0-Auswärtssieg über den SV St. Veit, als er in der 73. Minute für Rudolf Steinbauer eingewechselt wurde. Im Laufe dieser Saison kam er insgesamt zu acht Einsätzen in der höchsten österreichischen Spielklasse. Danach wechselte er zur Saison 1984/85 zum Zweitligisten ASK Voitsberg. Nachdem er mit den Voitsbergern zu Saisonende aus der 2. Division abgestiegen war, kehrte Pauritsch wieder nach Graz zurück. In der Saison 1985/86 kam er zu sieben Einsätzen in der 1. Division für den GAK.
Zur Saison 1986/87 wechselte er zum Zweitligisten DSV Alpine. Mit dem Verein aus Leoben stieg er 1990 in die 1. Division auf. Für den DSV absolvierte er 20 Bundesligaspiele, ehe er mit der Alpine als Sechster des Mittleren Playoffs am Ende der Saison 1991/92 wieder in die zweithöchste Spielklasse abstieg. Zur Saison 1992/93 wechselte er nochmals zum mittlerweile ebenfalls in der 2. Division spielenden Grazer AK, wo er zu zehn Zweitligaeinsätzen kam. Im Jänner 1994 wechselte er zum Vorarlberger Landesligisten FC Rot-Weiß Rankweil, bei dem er nach der Spielzeit 1994/95 seine Karriere als Aktiver im Alter von 31 Jahren beendete.

### Trainer
Seinen ersten Posten als Trainer bekleidete er in der Saison 1999/2000 beim viertklassigen SC Göfis. Danach stand er beim liechtensteinischen USV Eschen-Mauren von der Saison 2000/01 bis zur Saison 2002/03 an der Seitenlinie. Zwischen 2003 und 2005 trainierte er AKA Vorarlberg. Danach bekleidete er zwischen 2005 und 2007 den Posten des Co-Trainers von Heinz Fuchsbichler beim Zweitligisten SC Austria Lustenau.
Nach einem Jahr Pause trat er das Amt des Trainers der liechtensteinischen U-21-Auswahl an. Im Herbst 2012 übernahm er die A-Nationalmannschaft als Cheftrainer. Das erste Mal stand er dabei bei einer 0:1-Niederlage gegen die Auswahl von Malta an der Seitenlinie. Diesen Posten hatte Pauritsch bis November 2018 inne und er konnte am Ende auf vier Siege, sieben Unentschieden und 39 Niederlagen zurückblicken. Nach dem Ende seiner Tätigkeit als Trainer Liechtensteins blieb er dem Verband als Technischer Leiter erhalten. Nach dem Abgang des Nationaltrainers Martin Stocklasa zum FC Vaduz sprang Pauritsch ab März 2023 interimistisch in diesem Posten ein. Er führte das Amt bis zum 31. Mai 2023 aus, sein Nachfolger wurde Konrad Fünfstück.